# Syrrhopodon disciformis
Syrrhopodon disciformis là một loài rêu trong họ Calymperaceae. Loài này được Dusén mô tả khoa học đầu tiên năm 1895.